# گورستان بابا حمزه
گورستان بابا حمزه مربوط به سده‌های میانی دوران‌های تاریخی پس از اسلام است و در شهرستان نمین، بخش عنبران، روستای میناباد واقع شده و این اثر در تاریخ ۲۴ تیر ۱۳۸۲ با شمارهٔ ثبت ۹۱۵۳ به‌عنوان یکی از آثار ملی ایران به ثبت رسیده است.